# Chalía Herrera
Chalía Herrera, nacida Rosalía Gertrudis de la Concepción Díaz de Herrera y de Fonseca (La Habana, 17 de noviembre de 1864 - 16 de noviembre de 1948), fue una soprano cubana. Tuvo la distinción de ser la primera artista musical cubana en ser grabada. En 1898 grabó, fuera de Cuba, números de la famosa zarzuela Cádiz en cilindros fonográficos de Bettini. La mayoría de su carrera la pasó en Cuba, pero también cantó en Ciudad de México, Nueva York, Milán, Caracas, Madrid y Barcelona.
Chalía estudió canto con Angelo Massanet, luego marchó a Nueva York para perfeccionar sus habilidades en la Escuela de Ópera y Oratorio de Emilio Agramonte. Posteriormente estudió violín con Laureano Fuentes en Santiago de Cuba. En 1895 apareció en el Weber Hall de Nueva York, actuando para recaudar fondos para la Guerra de Independencia de Cuba.

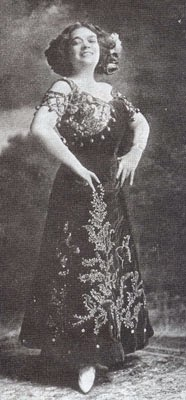
Foto de la década de 1910